# Kjetil Borch
Kjetil Borch (* 14. února 1990 Tønsberg) je norský veslař, člen týmu Horten Roklubb. V roce 2009 získal spolu s Trulsem Albertem bronzovou medaili ve dvojskifu na mistrovství světa ve veslování do 23 let v Račicích. Od roku 2010 jezdil s Nilsem Jakobem Hoffem, s nímž získal dvě bronzové medaile na mistrovství Evropy ve veslování a v roce 2013 se stali mistry světa na dvojskifu. V roce 2014 vyhrál soutěž skifařů na regatě na Schuylkill River v USA. Na olympiádě 2016 startoval ve dvojskifu s Olafem Tuftem a skončili na třetím místě. V roce 2018 vyhrál na skifu mistrovství Evropy i mistrovství světa.